# Rewolucyjna Armia Proletariacka
Rewolucyjna Armia Proletariacka – filipińska grupa rebeliancka. 

## Historia
Utworzona w 1997 roku w wyniku rozłamu w ugrupowaniu Komunistyczna Partia Filipin – Nowa Armia Ludowa. Politycznym skrzydłem grupy jest Rebolusyonaryong Partido ng Manggagawa ng Pilipinas (RPM-P).
W 1999 roku formacja rozpoczęła trwające do dziś rozmowy pokojowe z rządem. W grudniu 2000 roku rebelianci podpisali z rządem zawieszenie broni. Na jego mocy kandydatom RPM-P umożliwiono start w wyborach do parlamentu. Pomimo układu z rządem grupa nie zaprzestała zbrojnej działalności. Do dzisiaj miejsce mają zbrojne akcje oddziałów Rewolucyjnej Armii Proletariackiej.
W 2016 roku poparła wybór Rodrigo Duterte na prezydenta Filipin.

## Metody
Ma na koncie zamachy terrorystyczne, zabójstwa, porwania dla okupu i wymuszenia tzw. podatku rewolucyjnego.

## Relacje z innymi grupami partyzanckimi
Od 1997 roku pozostaje w sojuszu z Brygadą Alexa Boncayao.
Jest skonfliktowana z Nową Armią Ludową. Od 2003 roku miejsce mają ataki bojowników Nowej Armii Ludowej na cele Rewolucyjnej Armii Proletariackiej.

## Struktury
Działa głównie w centralnej części kraju i Manili.
Wraz z sojuszniczą Brygadą Alexa Boncayao skupia około 700 bojowników.

## Ideologia
Odwołuje się do komunizmu. Celem formacji jest ustanowienie na Filipinach reżimu rewolucyjnego. Deklaruje niechęć wobec globalizacji, kapitalizmu i imperializmu (szczególnie amerykańskiego).